# Den sorte død
Den sorte død var en pandemi af historisk pest i midten af 1300-tallet.
Pandemien angreb Messina i 1347, og Den sorte død spredtes herefter med stor hast op gennem Europa og bredte sig i 1350 i Danmark.
Ud fra de sparsomme kilder og det begrænsede talmateriale antages det, at pandemien havde forårsaget, at folketallet i Europa omkring 1450 var blevet reduceret til mellem en tredjedel og halvdelen af befolkningsniveauet fra før 1347. Det er den dødeligste pandemi nogensinde.
Efter Den sorte død hærgede pest Europa de næste århundreder, men mindre hårdt.
Efter alt at dømme var bakterien Yersinia pestis højst sandsynligt årsagen til pandemien.

## Navn
"Den sorte død" er en betegnelse for pesten generelt og særligt den store pestepidemi i midten af 1300-tallet som blev påhæftet senere.
Historikeren Francis Gasquet tillagde udtrykket Johannes Isaacus Pontanus der skrev den latinske frase "atram mortem" i Rerum Danicarum Historia fra 1631.
Andre har dog sporet det længere tilbage. Simon de Couvin benyttede udtrykket "mors nigra" i et digt fra omkring 1350.
Datiden betegnede epidemien "den store dødelighed", "mandedøden" eller lignende.
Det er uklart hvordan udtrykket "den sorte død" er opstået.
En skribent i 1800-tallet mente det stammede fra symptomerne, de sorte bylder. En anden skribent, F. A. Gasquet, mente det i stedet henviste til den udbredte sorg og pessimisme.

## Historisk gennemgang
I 1331 brød der pest ud i Hubei-provinsen centralt i Kina. Kilden var sandsynligvis en latent smitte blandt smågnavere i Yunnan og Burma, 800 km længere mod syd. De næste tyve år spredte smitten sig til resten af Kina. At dømme efter folketællinger omkom mindst 20 millioner. Kamelkaravanerne langs Silkevejen bragte smitten mod vest. I 1346 var pesten nået frem til den mongolske hær, der belejrede den genovesiske havneby Kaffa på Krim (nu Feodosija). Belejringen blev afbrudt af pestens voldsomhed, og mongolerne fortrak. Men nu brød sygdommen ud inde i byen, og i panik satte de overlevende kurs mod hjemlandet. Da de sejlede ind i Messinas havn i oktober 1347, tog de smitten med til Europa.
Sygdommen kom ifølge et sagn til Danmark i 1349 med et norsk skib, der kom fra England, og som strandede i det nordlige Jylland, da hele besætningen var død. I det følgende år rasede den i al sin heftighed, og det antages, at omtrent halvdelen af befolkningen døde. Store distrikter lå fuldstændig øde efter pesten. I Roskilde Stift var der 20 år efter stadig 98 gårde og møller og 71 huse, der stod tomme. Da Valdemar Atterdag i 1357 byggede et slot i Randers, var det af materialer fra 11 nedbrudte kirker fra affolkede sogne.
Det sidste angreb af Den sorte død skete øjensynligt i Moskva i 1353.
Først ca. 1550, to hundrede år senere, var Europas folketal igen oppe på 75 millioner.

## Årsag
Siden 1900 menes det, at epidemien og den følgende pandemi var udbrud af moderne pest forårsaget af bacillen Yersinia pestis, og i 2011 viste et studie genetisk materiale fra Yersinia pestis hos personer begravet under Den sorte død. Et forskerhold mente i 2022, at den smitsomme sygdom kunne være startet i Kirgisistan i Centralasien, i 1330'erne.
Det var den fransk-schweiziske bakteriolog, Alexandre Yersin, der i 1894 fandt pestbakterie hos rotter og mennesker i Asien, i forbindelse med en bølge af byldepest, der havde spredt sig fra Hongkong til Indien. Yersinia pestis blev også udpeget som dræberen, der tog millioner af menneskeliv under Den Sorte Død i middelalderen. Dengang mente man, at rotter og lopper spillede en afgørende rolle for sygdommens spredning. Imidlertid kastede et hold af bakteriologer fra National Institute of Allergy and Infectious Diseases (NIAID), et regeringsinstitut i USA med base i Maryland, i 2024 nyt lys over pestens mulige spredning. Deres eksperimentet viste, at kropslus indtager en større mængde blod end lopper og spiser hyppigere, hvilket derved øger antallet af bakterier, der kan spredes. Forskerne nævnte også, at bid fra kropslus giver kløe, hvilket ofte resulterer i hudafskrabninger, der kan give nemmere adgang til pestbakterien. Spredningen af pest var så skæbnesvanger for den høje dødelighed i middelalderen, at den kan være drevet af smitte fra parasitter, som har levet på mennesker, herunder kropslus. Zoologen Graham Twigg satte allerede i 1984 spørgsmålstegn ved den udbredte antagelse om den sorte død med argumentet, at der slet ikke fandtes nok rotter i middelalderens Nordeuropa til, at pesten kunne sprede sig med den hastighed, som man kender til fra 1347 til 1350. Skriftlige kilder fra dengang vidner heller ikke om rotternes fremtrædende rolle, men lægger derimod stor vægt på smitte fra menneske til menneske.
Enkelte forskere har stillet spørgsmålstegn ved den traditionelle forklaring på Den sorte død.
Første gang bakteriologen J. F. D. Shrewsbury i 1970; senere biologen Graham Twigg i 1985 og historikeren David Herlihy i 1997.
Susan Scott og Christopher Duncan argumenterede i deres bog fra 2004, Return of the Black Death at en virus var årsagen.
Blandt de argumenter, der er anført for en alternativ årsag til Den sorte død, er, at dødeligheden i middelalderen var langt større end den i begyndelsen af det 20. århundrede, hvor dødeligheden kun nåede 2%, og da kun i særlige tilfælde.
Et andet argument mod at forbinde moderne Yersinia-pest til Det sorte død og de lignede senere "pest"-epidemier er at sygdommens sæsonvariation er anderledes:
I de moderne Yersinia-pest-epidemier omkring 1900-århundredskiftet i Poona, Bombay og Manchuriet ses sygdomstilfældene at toppe om vinteren, mens det for de ældre epidemier ses at antallet af tilfælde topper om sommeren eller tidligt efterår. Dette ses i data fra epidemier i for eksempel Givry og St. Nizer i 1348, i London i 1625 og 1665 og Moskva 1771. Endvidere spredte pesten i middelalderen sig hurtigt - med ca. 10-15 km om dagen (hvilket ganske svarer til en dagsrejse for mennesker i den tid) - hvorimod den moderne pest spreder sig meget langsomt geografisk. Det kan forklares ved at den moderne pest kræver gnaverlopper (typisk fra rotter) som mellemvært. Middelalderens pest kunne muligvis smitte fra menneske til mennesker - evt. med menneskelopper som mellemvært - hvilket vil gøre mennesker til vektor for sygdommen. Så usanset at sygdomsbilledet, -symptomer og -udvikling er næsten identiske mellem den "gamle" og "nye" pest, så er der tilsyneladende forskelle hvad angår smittemøntstre og smitteveje.

### Datidens forklaringer
Den sorte død var et komplet mysterium for datiden, og forklaringerne var derfor lige så mangfoldige, som de var ukorrekte. De kan inddeles i teologiske forklaringer, naturvidenskabelige forklaringer og sammensværgelsesteorier.
Den teologiske forklaring gik på, at pesten var Guds straf mod mennesket for dets syndighed. Biskoppen af Würzburg mente således, at epidemien skyldtes folks blasfemiske banden og sværgen. Der herskede generelt en dommedagsstemning, der resulterede i en ekstrem religiøsitet hos nogle og en ekstrem løssluppenhed hos andre – som det også skildres i Dekameron af Giovanni Boccaccio. Den ekstreme religiøsitet førte mange steder til flagellanternes optog, som et udtryk for utilfredshed med gejstligheden og religiøs fanatisme.
For de naturvidenskabelige forklaringer gik lægevidenskabelige fakultet i Paris i spidsen. En forklaring var baseret på astrologi. Særligt blev en dårlig astrologisk konstellation i 1345 anset som årsagen.
Konspirationsteorien gik ud på, at onde mennesker forgiftede drikkevandet.
Det var særlig skæbnesvanger for jøderne, og der forekom en voldsom forfølgelse af jødiske indbyggere i Europas lande.
Men også andre befolkningsgrupper blev ramt. I Katalonien fik tiggere skylden.
Rygtet om giftsammensvægelsen kan have opstået i Provence i foråret 1348.
I et brev den 27. april 1348 skrev den flamske kannik Louis Heyligen fra det pavelige hof i Avignon, at folk, fundet med mistænkeligt pulver, var blevet brændt på bålet.
I påsken samme år skete en massakre på det jødiske samfund i Toulon, måske som følge af beskyldninger om giftsammensvægelse.
Fra slutningen af april og de følgende måneder skete spontane massakrer i Provence og Dauphiné.
I Savoyen herskede den 14-årige grev Amédée VI, der troede, at jøderne var skyldige i giftsammensvægelsen.
Dér blev tortur anvendt til at fremtvinge tilståelser i efteråret 1348.
Den 1. december 1348 brød en folkemængde ind i fængslet i hovedstaden Chambéry og slog de fleste af de jødiske fanger ihjel.
Fra disse områder bredte jødeforfølgelsen sig.
I Strasbourg blev 2.000 jøder myrdet af en folkemængde 14. februar 1349, og da var smitten ikke engang nået frem til byen.

## Symptomer
I Boccaccios Dekameron beskrives symptomerne i forbindelse med den sorte død i Firenze således:
"...Dog bebudedes den uundgåelige død ikke som i Orienten ved næseblødning, men der opstod ved sygdommens begyndelse svulster i lysken eller armhulen hos både mænd og kvinder, hvoraf nogle nåede en størrelse som et almindeligt æble eller et æg, og af almuen fik navnet pestbylder. I løbet af kort tid begyndte de dødbringende bylder også at vise sig på alle andre dele af legemet, og samtidig ændrede sygdommen karakter og viste sig også hos mange som sorte eller gustne pletter på arme eller lår eller en hvilken som helst anden del af legemet; (...)kun få kom sig, og næsten alle døde omtrent tre dage efter tegnenes indtræden, som oftest uden feber eller andre komplikationer." (J.V. Linds oversættelse)
Den pavelige livlæge Guy de Chauliac skrev, at sygdommen i Avignon i 1348 antog to former, en med "stadig feber og blodigt opspyt, og de [patienterne] døde inden for tre dage", en anden med "stadig feber og bylder og karbunkler udvendig, navnlig i armhulerne og lysken, og de døde inden for fem dage."
Dødelighed er usikkert sat til 40-50%, og af en enkelt historiker så højt som 60%.

## Forebyggelse og behandling
Datiden havde manglende forståelse for sygdommens årsag, og forebyggelse og behandling foregik da mere eller mindre i blinde.
I 1349 opfordrede kong Magnus Eriksson af Sverige indbyggerne til at skrifte, faste hver fredag og betale skat til paven.
Idéen om isolation af syge er gammel og findes i det Gamle Testamente.
Isolation blev også brugt i forbindelse med Den sorte død.
Således påbød visconte Bernabo af Reggio i Italien i 1374 at pest-ramte skulle forvises fra byen.
Idéen om karantæne opstod i Dubrovnik, det daværende Ragusa, da byens store råd i 1377 bestemte at personer der kom fra pest-ramte områder skulle være i isolation i en måned før de kunne komme ind i byen.
Fra Dubrovnik spredte karantæne-reglen sig til Marseilles, Venedig, Pisa og Genova i løbet af de næste 80 år, og isolationsperioden blev udvidet til 40 dage.

## Sociale og økonomiske eftervirkninger
I tiden op til epidemien havde Europa oplevet en hidtil uset befolkningstilvækst, dertil det var nået mætningspunktet, arbejdsløsheden var som konsekvens heraf stor, og godsejerne sad i en gunstig position, da de kunne fastlægge bøndernes løn og arbejdsbetingelser, som det passede dem. Men da den sorte død med ét rev en kæmpe del af befolkningen væk, ændredes datidens økonomiske forhold fuldstændigt. Der var udpræget mangel på arbejdskraft og kornpriserne faldt sammen med efterspørgslen.[kilde mangler]
Godsejerne havde to muligheder for at bevare kontrollen med jorden;[kilde mangler]
- de kunne tvinge bønderne til at blive på juridisk vis og ved magtanvendelse.
- eller lokke bønderne til at blive med bedre forhold til fæstebønderne og bedre lønninger til de frie bønder.

Udviklingen i forholdet mellem godsejerne og bønderne forløb derfra forskelligt fra land til land, men generelt blev forholdene især forværret for bønderne i områder med få eller ingen byer, da de ikke kunne flygte til byerne og finde arbejde – dvs. hovedsagligt Østeuropa.[kilde mangler]
Flere af Danmarks egne i tiden efter Den sorte død havde mange ødegårde, for eksempel,
da Dronning Margrethe I overtog Brøndum hovedgård i Slet herred i 1401 lå 34 ud af 48 gårde øde.
I Danmark sås også et fald i jordrenten, for eksempel fik Århus domkapitels gods i 1427 fra 17% til 44% af ydelserne i byerne Hinnerup, Kasted og Kysing i forhold til årene omkring 1315.
Jordrentefaldet og ødelægningen er forklaret med et fald i befolkningstallet.
Skønt nogle historikere har ment, at der var nedgang i befolkningstallet før Den sorte død, har historikeren Erik Ulsig argumenteret for, at Den sorte død har haft en helt afgørende betydning.